# Lanmuchangite
La lanmuchangite è un minerale appartenente al gruppo dell'allume.